# Donau-Ries járás
Donau-Ries járás egy járás Bajorországban. Donau-Ries járás Ansbach, Weißenburg-Gunzenhausen, Eichstätt, Neuburg-Schrobenhausen, Aichach-Friedberg, Augsburg, Dillingen an der Donau, Heidenheim, Ostalb, Polsingen és Westheim járásokkal határos. Lakosainak száma 117 483 fő (1987. május 25.).

## Népesség
A járás népessége az elmúlt években az alábbi módon változott:
| Lakosok száma | 116 720 | 117 483 | 128 939 | 129 422 | 130 203 | 131 345 | 132 298 | 133 043 | 133 496 |
|               | 1970    | 1987    | 2012    | 2013    | 2014    | 2015    | 2016    | 2017    | 2019    |